# Огайо Тауншип (округ Аллегені, Пенсільванія)
Огайо Тауншип (англ. Ohio Township) — селище (англ. township) в США, в окрузі Аллегені штату Пенсільванія. Населення — 7178 осіб (2020).

## Демографія
Згідно з переписом 2010 року, у селищі мешкало 4757 осіб у 1823 домогосподарствах у складі 1280 родин. Було 1987 помешкань
Расовий склад населення:
| - 93,8 % — білих - 3,1 % — азіатів - 1,8 % — чорних або афроамериканців |

До двох чи більше рас належало 1,0 %. Частка іспаномовних становила 1,7 % від усіх жителів.
За віковим діапазоном населення розподілялося таким чином: 25,0 % — особи молодші 18 років, 66,0 % — особи у віці 18—64 років, 9,0 % — особи у віці 65 років та старші. Медіана віку мешканця становила 38,2 року. На 100 осіб жіночої статі у селищі припадало 98,5 чоловіків;  на 100 жінок у віці від 18 років та старших — 93,6 чоловіків також старших 18 років.
Середній дохід на одне домашнє господарство  становив 116 859 доларів США (медіана — 102 212), а середній дохід на одну сім'ю — 129 796 доларів (медіана — 120 841). Медіана доходів становила 73 937 доларів для чоловіків та 55 938 доларів для жінок. За межею бідності перебувало 3,5 % осіб, у тому числі 1,9 % дітей у віці до 18 років та 1,6 % осіб у віці 65 років та старших.
Цивільне працевлаштоване населення становило 3266 осіб. Основні галузі зайнятості: освіта, охорона здоров'я та соціальна допомога — 31,5 %, науковці, спеціалісти, менеджери — 17,5 %, роздрібна торгівля — 11,7 %, фінанси, страхування та нерухомість — 9,4 %.